# Marolles-lès-Saint-Calais
Marolles-lès-Saint-Calais – miejscowość i gmina we Francji, w regionie Kraj Loary, w departamencie Sarthe.
Według danych na rok 1990 gminę zamieszkiwało 300 osób, a gęstość zaludnienia wynosiła 25 osób/km² (wśród 1504 gmin Kraju Loary, Marolles-lès-Saint-Calais plasuje się na 984. miejscu pod względem liczby ludności, natomiast pod względem powierzchni na miejscu 915.).